# Rueil-la-Gadelière
Rueil-la-Gadelière är en kommun i departementet Eure-et-Loir i regionen Centre-Val de Loire strax norr om centrala Frankrike. Kommunen ligger i kantonen Brezolles som tillhör arrondissementet Dreux. År 2022 hade Rueil-la-Gadelière 469 invånare.

## Befolkningsutveckling
Antalet invånare i kommunen Rueil-la-Gadelière
Referens:INSEE